# Florența Crăciunescu
Florența Crăciunescu (născută Ionescu, ulterior Țacu, n. 7 mai 1955, Stejaru, Teleorman, România – d. 8 iunie 2008, București, România) a fost o atletă română, laureată cu bronz la Los Angeles 1984 la proba de aruncare a discului.

## Carieră
Prima ei performanță notabilă a fost locul 4 la Campionatul European de Juniori din 1973. La Universiada din 1975 a ocupat locul 5 și la edițe din 1979 a câștigat medalia de bronz.
În anul 1980 ea a participat la Jocurile Olimpice de la Moscova unde s-a clasat pe locul 6. Anul următor a câștigat medalia de aur la Universiada de la București. La Campionatul European din 1982 a ocupat locul 7.
La Universiada din 1983 sportiva a câștigat din nou medalia de aur. În același an s-a clasat pe locul 9 la Campionatul Mondial de la Helsinki. La Jocurile Olimpice din 1984  a obtinut cel mai valoros rezultat. La Los Angeles a cucerit medalia de bronz cu discul. În plus a participat la proba de aruncarea greutății și a ocupat locul 8.
Florența Crăciunescu a fost multiplă campioană națională și a stabilit două recorduri naționale, 68,98 m în 1981 și 69,50 m în 1985. Sora cea mare Carmen Ionescu a participat la Jocurile Olimpice din 1972. Apoi a emigrat și a reprezentat Canada la Jocurile Olimpice din 1984, tot la proba de aruncarea discului.
După retragerea sa din activitate ea a fost antrenoare. I-a pregătit pe Iulian Păuneață, Cristina Boiț și Constanța Iancu.
În 2004 i-a fost conferit Ordinul Meritul Sportiv clasa a III-a. S-a stins din viață în 2008, la vârsta de 53 de ani.

## Realizări

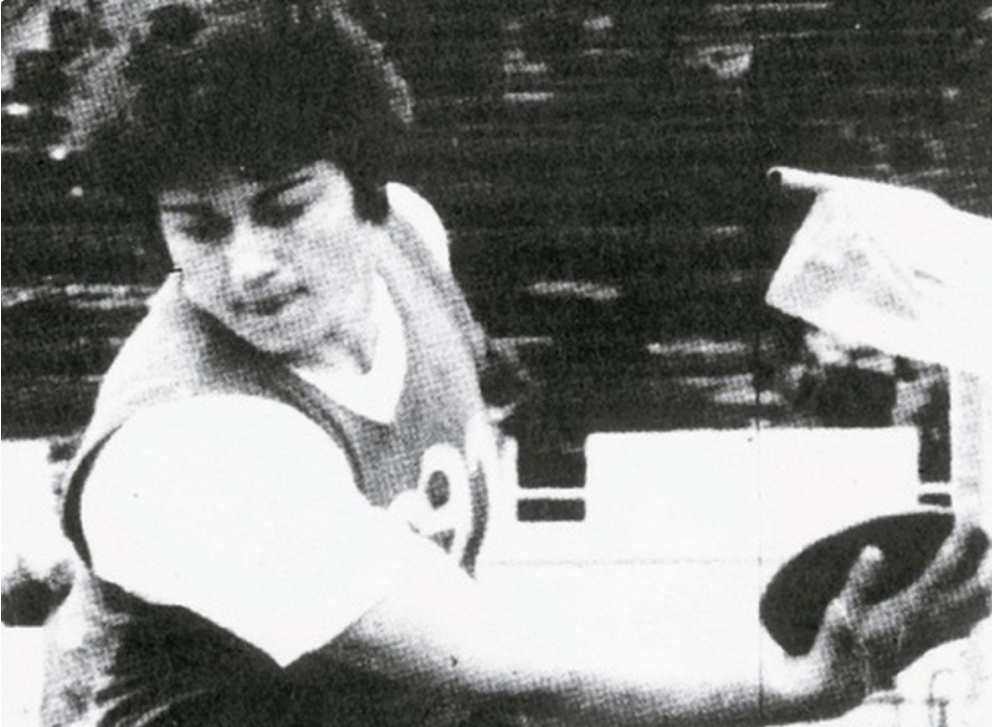
Florența Crăciunescu în anii '80

| An   | Competiție                               | Locație          | Loc | Eveniment | Note    |
| ---- | ---------------------------------------- | ---------------- | --- | --------- | ------- |
| 1973 | Campionatul European de Juniori (sub 20) | Duisburg         | 4   | disc      | 50,16 m |
| 1975 | Universiada                              | Roma             | 5   | disc      | 54,58 m |
| 1979 | Universiada                              | Ciudad de México | 3   | disc      | 59,28 m |
| 1980 | Jocurile Olimpice                        | Moscova          | 6   | disc      | 64,38 m |
| 1981 | Universiada                              | București        | 1   | disc      | 67,48 m |
| 1982 | Campionatul European                     | Atena            | 7   | disc      | 64,00 m |
| 1983 | Universiada                              | Edmonton         | 1   | disc      | 64,56 m |
| 1983 | Campionatul Mondial                      | Helsinki         | 9   | disc      | 62,14 m |
| 1984 | Jocurile Olimpice                        | Los Angeles      | 3   | disc      | 63,64 m |
| 1984 | Jocurile Olimpice                        | Los Angeles      | 8   | greutate  | 17,23 m |

## Recorduri personale
| Probă                       | Performanță | Dată              | Locație      |
| --------------------------- | ----------- | ----------------- | ------------ |
| Aruncarea discului          | 69,50 m     | 2 august 1985     | Stara Zagora |
| Aruncarea greutății         | 17,23 m     | 3 august 1984     | Los Angeles  |
| Aruncarea greutății în sală | 18,06 m     | 26 februarie 1983 | București    |